# Universitätspark Schwäbisch Gmünd

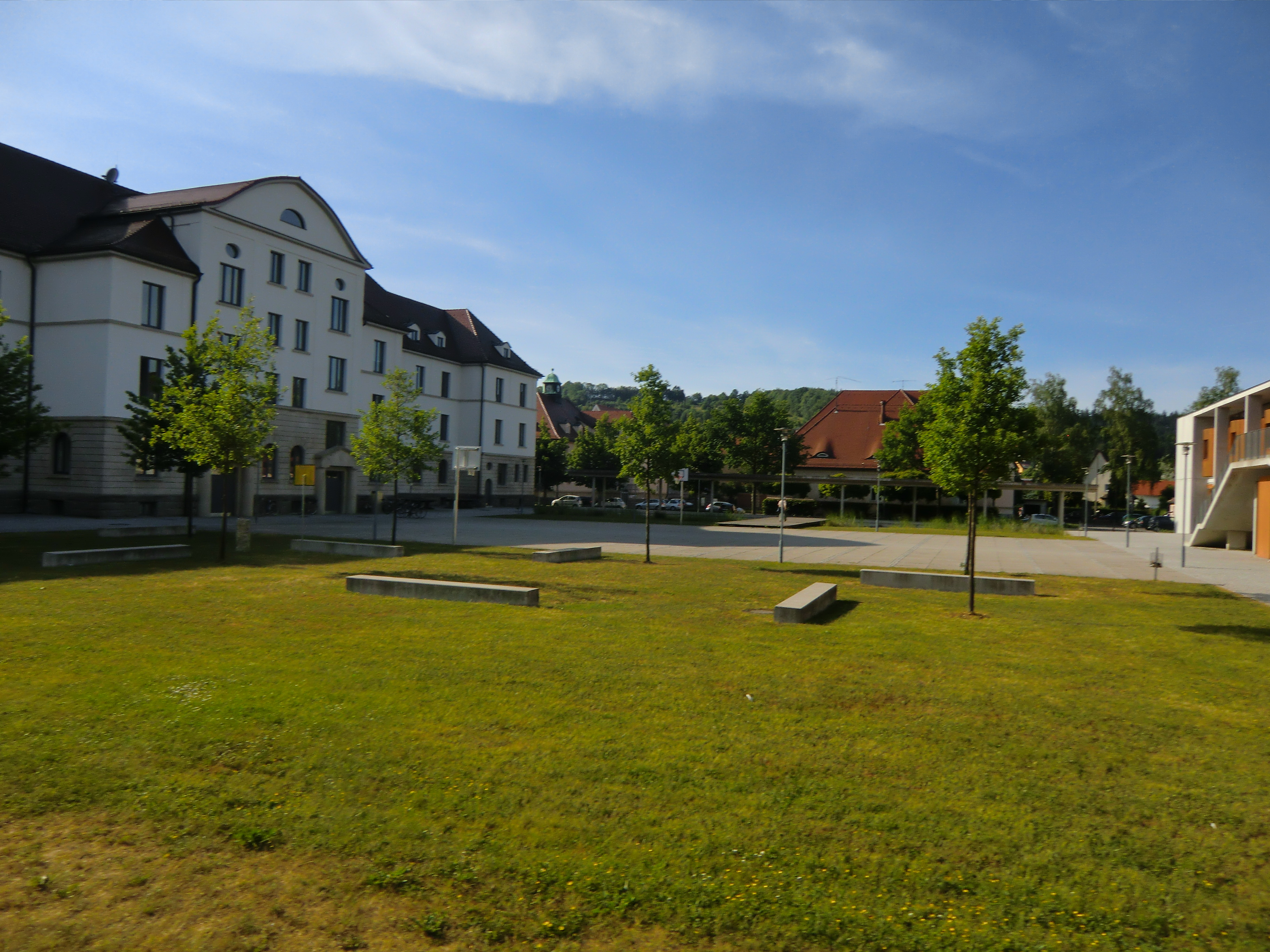

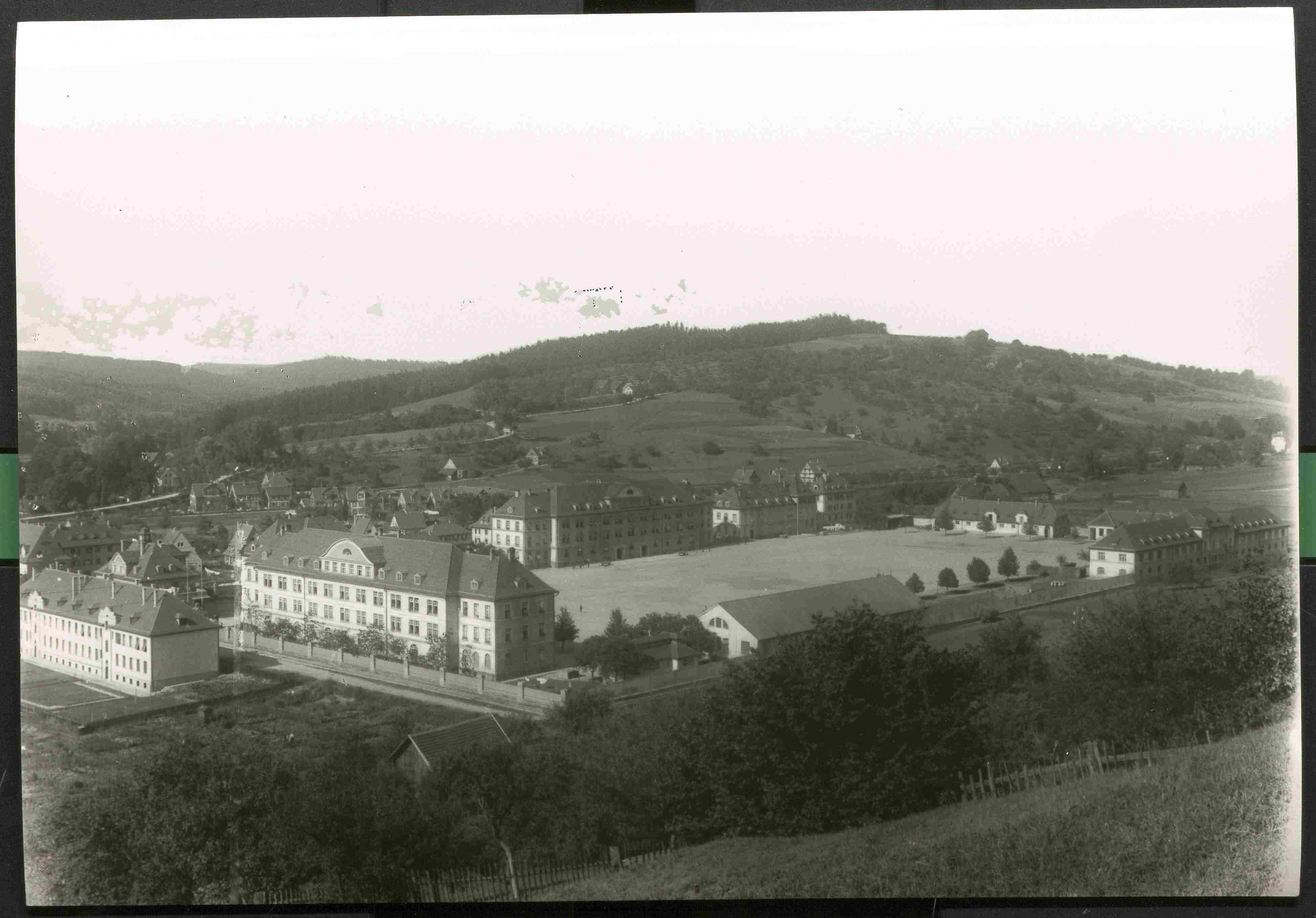
Bismarck-Kaserne 1925

Universitätspark Schwäbisch Gmünd (ehemalige Bismarck-Kaserne, auch Bismarckkaserne) ist ein Areal in der Oststadt von Schwäbisch Gmünd. Der Gebäudekomplex gilt als Beleg für die Bedeutung der Garnison Gmünd, die nach Ulm und Ludwigsburg zeitweilig der drittgrößte Militärstandort in Württemberg war.

## Geschichte

### Nutzung als Kaserne von 1911 bis 1991
Die Bismarckkaserne entstand zwischen 1911 und 1914 am damals östlichen Stadtrand. Sie wurde für das 10. Württembergische Infanterie-Regiment Nr. 180 errichtet. Von 1934 bis 1937 wurde die Kaserne deutlich erweitert. Sie überstand sowohl den Ersten als auch den Zweiten Weltkrieg unbeschadet und wurde deshalb zunächst für die Unterbringung von Vertriebenen verwendet.
Ab 1951 nutzte die United States Army die weiter als solche benannte Bismarckkaserne. Ab 1964 diente die Kaserne als Hauptquartier des 56. Feldartillerie-Kommandos, welches infolge des NATO-Doppelbeschlusses ab 1983 unter anderem für die Pershing-II-Raketen auf der nahen Mutlanger Heide verantwortlich war. 1991 zogen die US-Truppen ab und das sieben Hektar große Gelände der Bismarckkaserne wurde durch die Stadt erworben.
Auf dem Gelände bestand ein Kreiswehrersatzamt, das infolge der Personalreduktion der Bundeswehr 2014 geschlossen wurde.

### Nutzung nach 1991
Auf dem Gelände haben sich diverse Institutionen niedergelassen. Von 1992 bis 2002 wurde es hauptsächlich durch ein University of Maryland College genutzt. Dieses musste 2002 aufgrund von finanziellen Schwierigkeiten schließen. Dieser Nutzung verdankt das Areal die aktuelle Bezeichnung Universitätspark.
Seit 2004 ist dort das Landesgymnasium für Hochbegabte Schwäbisch Gmünd des Landes Baden-Württemberg beheimatet. Es wurden dafür diverse Umbauten vorgenommen, so zum Beispiel Internatsgebäude eingerichtet und eine neue Sporthalle erbaut.
Außerdem ist dort ein Standort der Kolping-Stiftung sowie der VHS Schwäbisch Gmünd angesiedelt.
Die Geschichte des Geländes wird seit 2012 zudem im hier ansässigen Campusmuseum durch das Landesgymnasium beleuchtet.